# Рут Вернер
Рут Вернер (нім. Ruth Werner, Урсула Кучинскі, Урсула Гамбургер, Урсула Бертон, Соня; 15 травня 1907, Берлін — 7 липня 2000, Лондон) — німецька комуністка, розвідниця.

## Біографія
Народилася в єврейській родині економіста-демографа Роберта Рене Кучинського і його дружини Берти. Сестра німецького вченого і публіциста Юргена Кучинського. У 1926 році вступила в Комуністичний союз молоді Німеччини. У 1926 році вступила в Комуністична партія Німеччини. Працювала в книжковому магазині Прагера в Берліні, у видавництві Ульштейн.
У 1929 році одружилася з архітектором Рудольфом Гамбургером. Разом з чоловіком в 1930 році переїхала в Шанхай, де він отримав посаду архітектора в Шанхайській муніципальній раді. Співпрацювала з англо-радянськими розвідниками Ріхардом Зорге і Агнес Смедлі. У Шанхаї Рут Вернер народила сина.
У 1933–1934 роках пройшла курс розвідпідготовки в Москві. З травня 1934 до осені 1935 року працювала на ГРУ в Північному Китаї в Мудкені і Пекіні. Зв'язок з Москвою здійснювала по радіо. У 1935–1938 роках працювала в Польщі. У квітня 1936 року народила доньку Яніну.
У 1938 році була направлена до Швейцарії. Розлучившись з першим чоловіком, одружилася з англійським комуністом Леоном Бертоном. У 1941 році під кодовим ім'ям «Соня» увійшла в групу Шандора Радо, була радисткою. Після війни переїхала до Англії, де Юрген познайомив її з Гансом Кале, який здобував для неї цінну інформацію. У 1950 році переїхала в НДР. Займалася журналістикою. Написала кілька книг.

## Твори
- Соня рапортує. Подвиг розвідниці — М.: Прогресс, 1980. — 265 с.
- Гонґ торговця порцеляною. Оповідання та повісті. — М.: Прогресс, 1981. — 336 с.